# トラビスジャパン

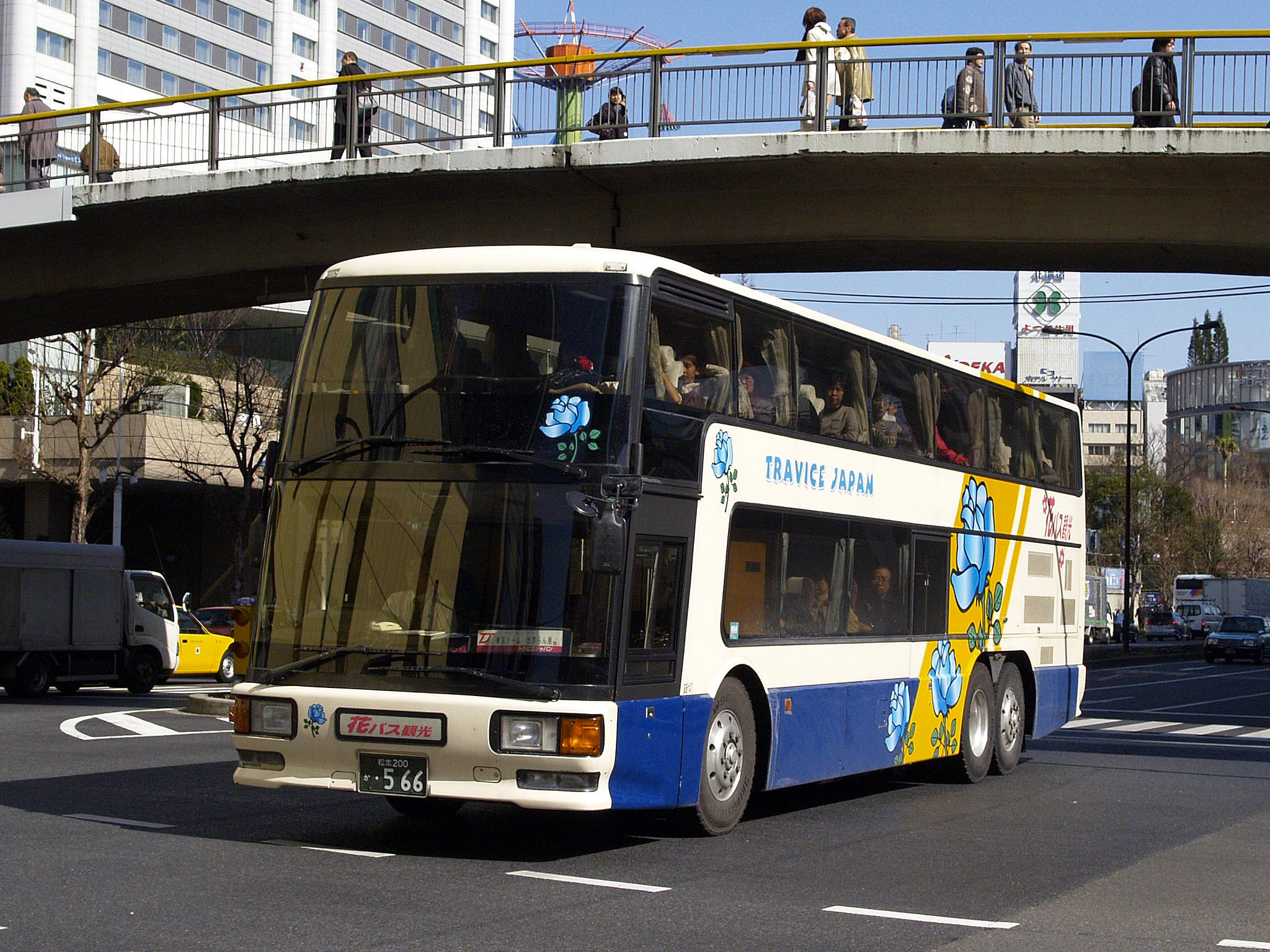
トラビスジャパンの車両の例（三菱ふそう・エアロキング）

トラビスジャパン株式会社（英: Travice Japan Co., LTD.）は、長野県上伊那郡箕輪町に本社を置き、旅行業、貸切バス業（観光バスおよび高速バス）、保険代理店業を営む株式会社である。花バス観光の名でも知られる。全国旅行業協会正会員。

## 概要
1990年（平成2年）創業。2000年（平成12年）よりバス事業の規制緩和を受けて貸切バス事業を開始し、主に長野県と山梨県を中心に東京都、京都府、大阪府へのツアーバスを展開していた。2013年（平成25年）より高速バスとツアーバスとの一本化により高速乗合バス事業に参入した。また、箕輪町を拠点とする花バスタクシーの屋号でタクシー事業を行う。なお、高速バスは全便当面の間、運休中である。

## 営業所一覧
- 本社営業部・ツアーセンター

長野県上伊那郡箕輪町中箕輪8295-5
- 高森営業所

長野県下伊那郡高森町吉田2315-1
- 長野営業所

長野県長野市若穂綿内363-2
- 塩尻営業所

長野県塩尻市大門一番町6-13
- 山梨営業所

山梨県笛吹市一宮町国分1386-43

## 主な運行路線
長野県・山梨県内の各地と新宿・京都・大阪を結ぶ。
先頭に「T」のつくバス停は「トラビス」の略（例：T長野→トラビス長野）。一般路線バスにおける幹線バスと支線バスと同様に、高速路線バスとしては珍しく一部路線で乗り換え方式を実施しているのが特徴。
なお、コロナ禍の影響により2020年4月9日から無期限で運休中。
新宿方面
- T須坂・T長野・T更埴 - バスタ新宿
- 児玉医院前・上田駅温泉口 - 小諸（小諸駅付近） - バスタ新宿
- 安曇野アートヒルズミュージアム・T安曇野 - バスタ新宿
- 松本駅お城口・T塩尻北・長野道岡谷 - バスタ新宿
- T諏訪・中央道茅野・中央道富士見 - バスタ新宿
- アンビエント蓼科・池の平ホテル -(諏訪IC乗換)- バスタ新宿
- T飯田・T松川 -(諏訪IC乗換)- バスタ新宿
- T駒ヶ根・中央道伊那・中央道箕輪 -(諏訪IC乗換)- バスタ新宿
- 八ヶ岳グレイスホテル・清里高原ホテル・清泉寮新館 -(中央道双葉東乗換)- バスタ新宿

京都・大阪方面
- T須坂・T長野・T更埴 - 京都駅八条口東側・梅田
- 小諸・上田駅温泉口・児玉医院前 -(更埴IC乗換)- 京都駅八条口東側・梅田
- 長野道明科・長野道安曇野・T松本西・長野道岡谷 - 京都駅八条口東側・梅田
- 中央道富士見・中央道茅野 -(伊北IC乗換)- 京都駅八条口東側・梅田
- 長野道辰野・中央道伊那・T駒ヶ根・T松川・T飯田 - 京都駅八条口東側・梅田
- T塩山（東山梨合同庁舎付近）・T一宮御坂インター・甲府駅北口・中央道双葉 -(辰野PA乗換)- 京都駅八条口東側・梅田

水戸 - 東京線（廃止）
- 水戸住吉 - 大崎駅西口

トラビスジャパンは運行幹事会社を務め、実際の運行は関連会社の日産観光が担当する。2019年4月開通、同年7月廃止。